# São José da Tapera
São José da Tapera est une municipalité brésilienne dans l'État de l'Alagoas.